# Eemland1
Eemland1 is de streekomroep voor de gemeenten Baarn, Bunschoten en Soest. 
De omroep werd opgericht op 4 januari 2023 en heeft haar hoofdkantoor in Studio Bunschoten aan de Bikkersweg 3 in Bunschoten-Spakenburg. De omroep biedt via radio, televisie en podcasts een breed scala aan programma’s met nieuws uit het “stroomgebied van de Eem”.
Eemland1 is lid van de 'Stichting Nederlandse Lokale Publieke Omroepen' (NLPO), de brancheorganisatie van lokale en streekomroepen.

## Programmering
De omroep richt zich op het bieden van nieuws, informatie en entertainment die relevant zijn voor de lokale bevolking van Eemland. De programma’s variëren van nieuwsuitzendingen en sportverslagen tot culturele programma’s en muziekshows. Radio-uitzendingen zijn te beluisteren op verschillende FM-frequenties en online volgen. 

## Financiering
Streekomroep Eemland1 heeft een mix van financieringsbronnen, de belangrijkste zijn gemeentelijke subsidies, sponsoring, reclame-inkomsten, donaties en lidmaatschappen en soms projectfinanciering zoals culturele of educatieve programma’s. Eemland1 kreeg subsidie van het Stimuleringsfonds voor de Journalistiek voor de verdere professionalisering en versterking van de omroep en de samenwerking. 

## Ontstaan
- Radio Soest was in 1972 begonnen als een ziekenomroep en werd later de lokale omroep.
- Ook RTV Baarn was in 1960 begonnen als ziekenomroep. Na een fusie met Roulette Omroep Stichting ontstond Baarn FM, die in 2012 RTV Baarn werd.
- De Lokale Omroep Spakenburg was ooit gestart als piratenzender, maar kreeg in 1990 een legale status.
- Omroep Amersfoort begon in 1986 met uitzendingen voor de gemeente Amersfoort, later ook voor de buurgemeente Leusden. Door financiële moeilijkheden moesten de uitzendingen in 2011 worden gestaakt. Later dat jaar kreeg omroep EVA (Eemland1, Video en Audio) de uitzendlicentie voor Amersfoort en Leusden. [5]

## Fusies
In 2014 legden de lokale omroepen EVA, RTV Baarn, de Lokale Omroep Spakenburg en Radio Soest hun intentie tot samenwerken vast. Dit paste in het streven van de Nederlandse Lokale Publieke Omroepen (NLPO), de Vereniging van Nederlandse Gemeenten (VNG) en de minister van Onderwijs, Cultuur en Wetenschap om te komen tot ongeveer 80 Nederlandse streekomroepen. 
In 2020 werd de Stichting Streekomroep Eemland1 opgericht als samenwerkingsverband van de lokale omroepen in de gemeenten Amersfoort, Leusden, Baarn, Bunschoten en Soest. Deze fusieomroep werd lid van de Stichting Nederlandse Lokale Publieke Omroepen (NLPO), de brancheorganisatie van lokale en streekomroepen.
In 2022 verloor Eemland1 haar lokale zendmachtiging voor de gemeenten Amersfoort en Leusden.De omroep bleef echter actief in de gemeenten Baarn, Bunschoten en Soest.
Op 4 januari 2023 fuseerden Radio Soest, Lokale Omroep Spakenburg en RTV Baarn tot streekomroep Eemland1. 